# Glena demissaria
Glena demissaria là một loài bướm đêm trong họ Geometridae.